# Haliclona flava
Haliclona flava är en svampdjursart som först beskrevs av Giovanni Domenico Nardo 1847.  Haliclona flava ingår i släktet Haliclona och familjen Chalinidae.
Artens utbredningsområde är Tunisien. Inga underarter finns listade i Catalogue of Life.